# Scoarța
Scoarța es una comuna ubicada en el distrito de Gorj, Rumania.

## Superficie
Cuenta con una superficie de 85,78 kilómetros cuadrados.

## Demografía
Hasta 2021 la población era de 5529 habitantes, con una densidad de población de 64,46 habitantes por kilómetro cuadrado.